# Franz Zilly
Franz Friedrich Wilhelm Zilly (* 14. Januar 1862 in Berlin; † 4. Dezember 1916 ebenda) war ein deutscher Eiskunstläufer, der im Einzellauf startete.
Zilly startete für den Berliner EV 1886. Er gewann bei der ersten Europameisterschaft 1891 in Hamburg die Bronzemedaille hinter seinen Landsmännern Oskar Uhlig und Anon Schmitson.
Zilly nahm noch an zwei weiteren Europameisterschaften teil. 1893 wurde er Sechster und 1900 Fünfter.

## Ergebnisse
| Wettbewerb / Jahr     | 1891 | 1892 | 1893 | 1900 |
| --------------------- | ---- | ---- | ---- | ---- |
| Europameisterschaften | 3.   |      | 6.   | 5.   |